# Locomotiva 6-2-0

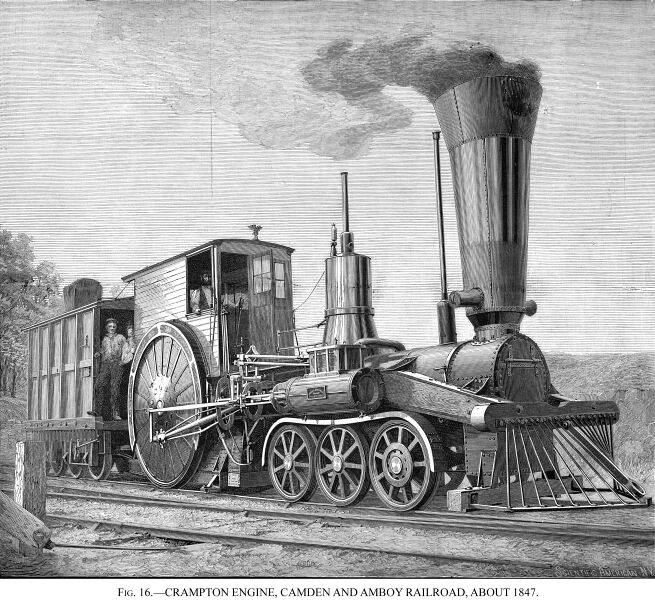
Desenho de uma locomotiva Crampton da Camden and Amboy Railroad, com esta configuração de rodeiros.

Um arranjo 6-2-0 na Classificação Whyte para locomotivas a vapor significa que a locomotiva tem os três primeiros eixos de rodeiros líderes sem tração, seguidos por um rodeiro motriz. Esta notação se vê nos modelos Crampton, pelo qual também são conhecidos alguns modelos com a configuração 4-2-0.
Outras equivalências da classificação são:
Classificação UIC: 3A (também conhecida na Classificação Alemã e na Classificação Italiana)

Classificação Francesa: 310

Classificação Turca: 14

Classificação Suíça: 1/4